# Hendrik Frans Bracq
Henricus Franciscus Bracq (Gent, 16 februari 1804 – aldaar, 17 juni 1888) was de 22e bisschop van het bisdom Gent (1865-1888).

## Levensloop
Hendrik Frans Bracq was de zoon van Petrus Andreas Bracq (die een suikerraffinaderij bezat aan de Coupure (Gent)) en Maria Andrea Haesebyt.
Hij studeerde aan het Sint-Barbaracollege (Gent) en het Sint-Jozefscollege (Aalst) en theologie aan de Katholieke Universiteit Leuven.
Na zijn priesterwijding in Mechelen op 2 augustus 1827, werd hij professor aan het grootseminarie van Gent (1830) en directeur van de zusters van Onze-Lieve-Vrouw Visitatie te Gent (1836).
Op 23 januari 1844, werd hij seculiere kanunnik van het Sint-Baafskapittel.
Toen zijn ouders overleden waren kocht hij in 1854 hun eigendom aan de Coupure op en bouwde er een klooster en school voor de zusters van de Visitatie.

## Bisschop
Op 27 maart 1865 werd hij bisschop van Gent benoemd en op 1 mei 1865 bisschop gewijd door kardinaal Engelbertus Sterckx, aartsbisschop van Mechelen. Zijn wapenspreuk was In nomine Domine (In naam van de Heer). Hij was 61 jaar. In datzelfde jaar richtte hij het Sint-Lievenscollege (Gent) op.
Op 12 juni 1866 wijdde hij de Sint-Annakerk te Gent plechtig in. Datzelfde jaar wijdde hij nog een aantal kerken in: te Gent de Sint-Jan-Baptistkerk (7 oktober) en de Sint-Machariuskerk, te Munte de Sint-Bonifatiuskerk (15 juni), te Wetteren de Sint-Gertrudiskerk en te Overmere de Onze-Lieve-Vrouw-Hemelvaartkerk (10 september).
Hij was concilievader in het Eerste Vaticaans Concilie van 8 december 1869 tot 20 oktober 1870.
Toen in 1872 de stad Gent het gewijde kerkhof buiten de Brugse Poort (Gent) sloot en de Westerbegraafplaats (Gent) liet aanleggen, kocht hij met geld geschonken door Joseph de Hemptinne grond om er het kerkhof van Mariakerke te laten aanleggen.
In 1877 zegende hij de kerk van het bedevaartsoord van Oostakker in.
Op 28 december 1877 werd Gustave De Battice tot zijn coadjutor benoemd, maar op 1 maart 1886 nam die ontslag omwille van zijn slechte gezondheid.
In 1883 wijdde hij ook nog de Sint-Jozefskerk (Gent) in. Op 26 maart 1886 werd Hendrik-Karel Lambrecht dan de nieuwe coadjutor.
Bij het overlijden van Hendrik Frans Bracq op 17 juni 1888 werd hij (op zijn eigen vraag, dit om de katholieke begraafplaats van Mariakerke te promoten als tegenhanger van het geuzenkerkhof) bijgezet in de bisschoppelijke galerij van het kerkhof van Mariakerke. Op 24 maart 1959 werd hij (samen met vier andere bisschoppen) toch overgebracht naar de crypte van de Sint-Baafskathedraal.

## Galerij

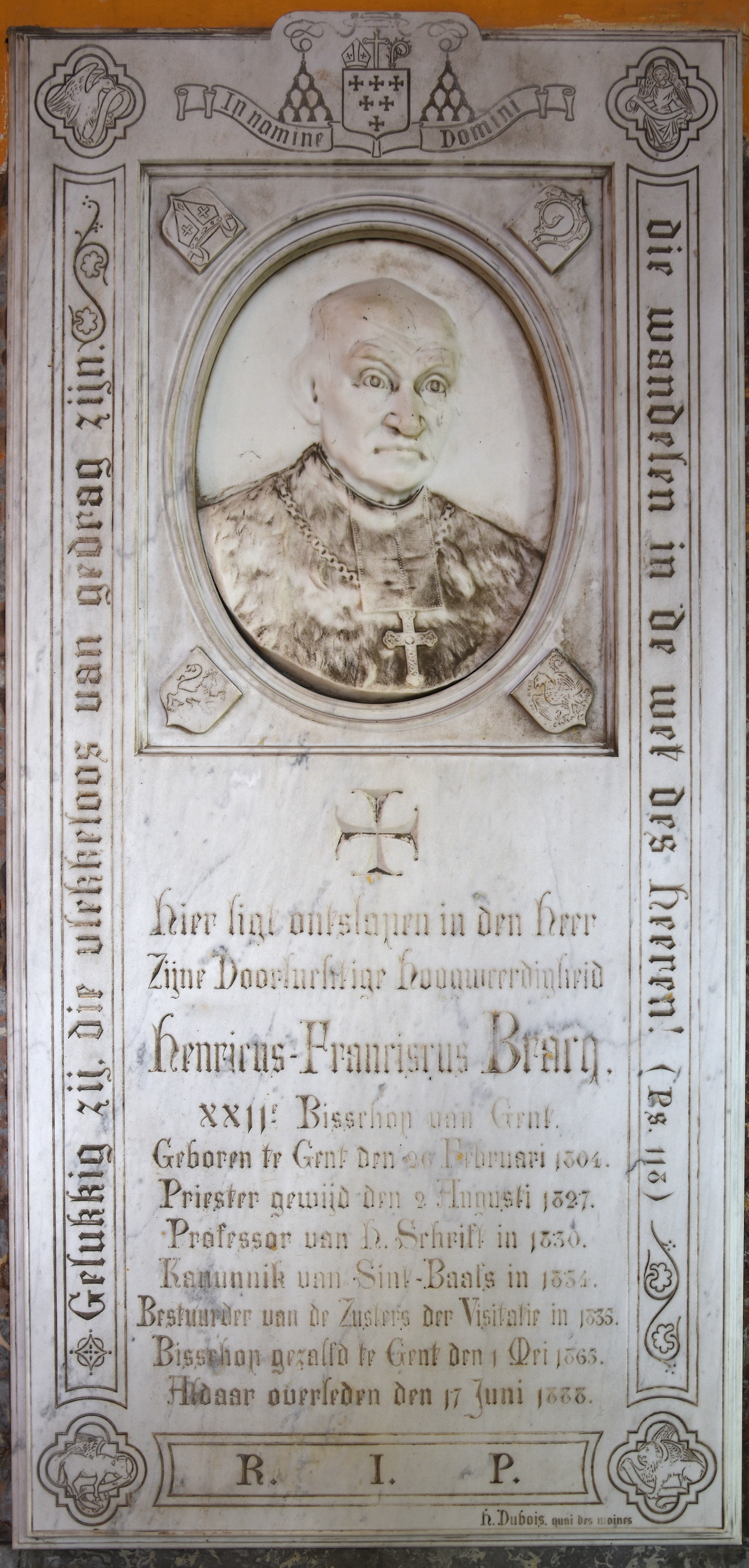
Grafplaat van Hendrik Frans Bracq in de bisschopgalerij van het kerkhof te Mariakerke
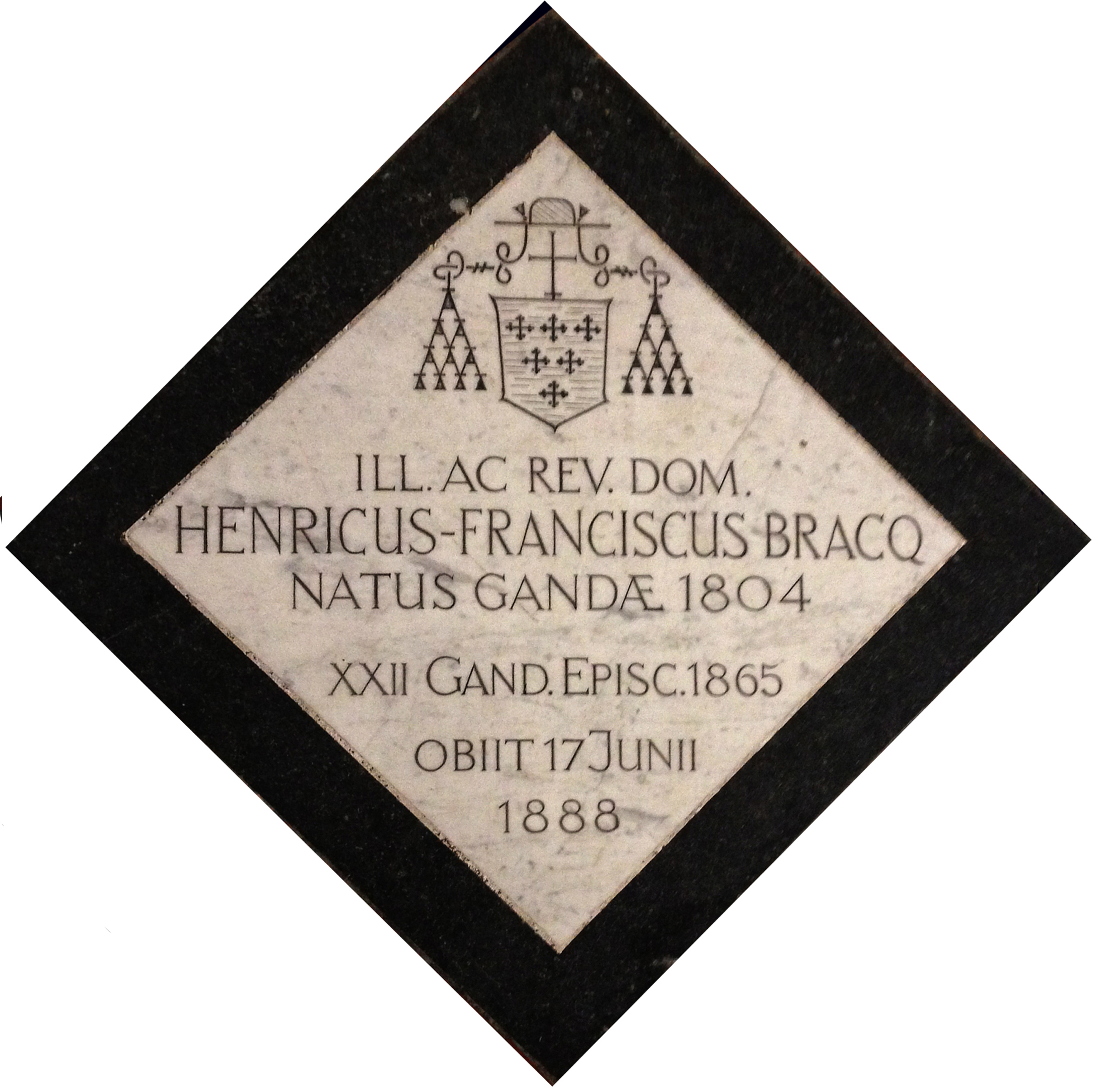
Grafplaat van Hendrik Frans Bracq in de Sint-Baafskathedraal